# 内田将綺
内田 将綺（うちだ まさき、1997年〈平成9年〉5月9日 - ）は、日本の俳優。愛知県出身。2019年〈平成31年〉にデビューしたダンス＆ボーカルグループ学芸大青春（がくげいだいじゅねす）の元メンバー。 株式会社ライブ・ビューイング・ジャパンLaunch Vehicle所属。

## 出演
個人での出演のみ記載。グループとしての出演は学芸大青春#出演を参照。

### 舞台
- Arcana Shadow（あるかな しゃどう）（2023年7月1日 - 7月9日、サンシャイン劇場） - 源頼信 役[1]
- KPOP MUSICAL「BACK TO THE STAGE」（2024年2月7日 - 2月11日、池袋グリーンシアター「BIG TREE THEATER」） - 主演・ST（エスティ） 役[2]
- 夢職人と忘れじの黒い妖精（2024年8月2日 - 8月12日、シアターH、舞台ゆめくろ製作委員会）- エース 役[3]
- アオペラ（2024年11月8日 - 11月17日、シアターH）- 宗円寺朝晴 役 [4]
- 朗読劇「ネコたん！弐 ～猫町怪異奇譚〜 仮面遊戯殺猫事件」（2024年11月19日 - 11月21日、草月ホール）- 阿修羅飄（あしゅらひょう）役[5]
- MIANEYO〜FINAL〜（2025年7月9日 - 7月13日、あうるすぽっと） - 平沼滋 役[6]
- 百年の虎独（水原ゆきプロデュース パフォーマンスリーディング、2025年9月13 -9月14日、北沢タウンホール、）[7]
- 朗読劇「落花法則」（2025年9月27日予定、IDOL STAGE SHINJUKU）[8]

### Webドラマ
- こうして私たちは大人になっていく（2025年1月25日、ショートドラマアプリBUMP）- 主演・カイト 役[9]
- セカンドパートナー～回帰した妻は復讐する～（2025年6月17日、DMMショート）- 川上俊太 役[10]

### インターネット番組
- 松田悟志のガットインTV vol.117（2025年7月21日、ニコニコ生放送） - ゲスト[11][12]

### ラジオ
- 水原ゆきのみなラジオ（2025年7月4日、渋谷クロスFM） - ゲスト
- もしもしTMCラジオ #3（2025年7月17日、渋谷のラジオ） - ゲスト